# سباستین سوتو
سباستین سوتو (انگلیسی: Sebastián Soto؛ زادهٔ ۱۴ ژوئن ۱۹۹۱) بازیکن فوتبال اهل آرژانتین است.